# Campionato sudamericano di rugby 1985
Il campionato sudamericano di rugby 1985 (in spagnolo Sudamericano de Rugby 1985; in portoghese Campeonato Sul-Americano de Rugby de 1985) fu il 14º campionato continentale del Sudamerica di rugby a 15.
Si tenne in Paraguay dal 14 al 21 settembre 1985 tra quattro squadre nazionali e fu vinto dall'Argentina al suo tredicesimo successo, secondo consecutivo.
Il torneo si tenne a cura dell'Unión de Rugby del Paraguay e le gare si svolsero presso la sede sociale del	 Cerro Porteño, polisportiva di Asunción.
Fu l'ultimo evento internazionale nel continente prima della Coppa del Mondo 1987, al quale l'Argentina era tra le invitate e per la cui preparazione inserì in squadra numerosi elementi che successivamente avrebbero disputato il torneo che debuttava di lì a poco meno di due anni.
Dal punto di vista tecnico fu un monologo albiceleste, con tre vittorie su altrettanti incontri e il miglior marcatore del torneo, il Puma Hugo Porta, a realizzare da solo poco meno della somma dei punti marcati dalle avversarie dell'Argentina, campione continentale per la tredicesima volta.
Il valore delle marcature, come stabilito dall’IRFB nel 1977, era: 4 punti per ciascuna meta (6 se trasformata), 3 punti per la realizzazione di ciascun calcio piazzato, idem per il drop.

## Squadre partecipanti
- Argentina
- Cile
- Paraguay
- Uruguay

## Risultati

### 1ª giornata
| Asunción 15 settembre 1985 | Paraguay | 12 – 15 | Cile | Club Cerro Porteño |

| Arbitro: | Eduardo Burt |

|                                                                          |      |                    |
| Baeck (2) Cuesta Silva (2) J. Lanza P. Lanza (2) Minguez Petersen Turnes | mt   | Uriarte J. Zerbino |
| Porta (7)                                                                | tr   | J. Zerbino         |
| Porta (3)                                                                | c.p. |                    |

### 2ª giornata
| Arbitro: | Jorge Sanguinetti |

|                                                        |      |              |
| Annichini (2) Branca Cash Cuesta Silva (4) Merlo Porta | mt   |              |
| Porta (8)                                              | tr   |              |
| Porta                                                  | c.p. | Planella (2) |

| Asunción 19 settembre 1985                    | Uruguay | 9 – 9     | Paraguay | Club Cerro Porteño |
| J. Zerbino mt Patino tr Patino c.p. Conti (3) |         |           |          |                    |
|                                               |         |           |          |                    |
| J. Zerbino                                    | mt      |           |          |                    |
| Patino                                        | tr      |           |          |                    |
| Patino                                        | c.p.    | Conti (3) |          |                    |

### 3ª giornata
| Arbitro: | Eduardo Burt |

|          |      |            |
|          | mt   | J. Zerbino |
| Planella | c.p. | Patino     |
|          | drop | Patino     |

| Arbitro: | Miguel Ángel Mugica |

|       |      | |
|       | mt   | Annichini (2) Baeck Branca A. Cubelli de la Arena (3) J. Lanza (2) Merlo (3) Milano (2) Petersen Sanés Visca (2) |
|       | tr   | Porta (13) |
| Conti | c.p. | |

## Classifica
| Pos | Squadra   | G | V | N | P | PF  | PS  | DP   | Pt |
| --- | --------- | - | - | - | - | --- | --- | ---- | -- |
| 1   | Argentina | 3 | 3 | 0 | 0 | 224 | 25  | +199 | 6  |
| 2   | Uruguay   | 3 | 1 | 1 | 1 | 34  | 75  | −41  | 3  |
| 3   | Cile      | 3 | 1 | 0 | 2 | 24  | 80  | −56  | 2  |
| 4   | Paraguay  | 3 | 0 | 1 | 2 | 24  | 126 | −102 | 1  |